# Massot verd
El tord verd, la grèvia, la grívia, el massot verd, la mostela o el xinet (Labrus viridis) és una espècie de peix de la família dels làbrids i de l'ordre dels perciformes. És una espècie vulnerable.

## Morfologia
Els adults poden assolir els 47 cm de longitud total. El cos és allargat i una mica comprimit. El cap és més llarg que l'altura màxima del cos. Els llavis són gruixats i molsuts. Les mandíbules són extensibles i les dents còniques. La vora del preopercle és llisa. L'aleta dorsal és llarga. Les pectorals són petites i arrodonides. La caudal és ampla. La coloració és variable, ja que depèn de l'edat, del sexe i de l'hàbitat. La color més freqüent és verdós i ataronjadas amb taques blanques i una línia longitudinal blanca ben visible en els joves.

## Reproducció
És hermafrodita proterogin. La reproducció es produeix entre l'hivern i la primavera, quan més a prop de la costa es troba.

## Alimentació
Menja anèl·lids i crustacis.

## Hàbitat
Viu a fons rocallosos i a praderies de Posidonia fins al 50 m, És un peix solitari que es recolza a les roques per descansar. des de Portugal i a la Mediterrània i a la mar Negra.

## Pesca
Es captura amb tremalls i volantí. Té una carn amb moltes espines però és bona per fer sopes. A les Pitiüses no és molt preuat per al seu consum i a les peixateries està normalment barrejat amb la morralla.